# روبرتفوش
روبرتفوش (به سوئدی: Robertsfors) یک منطقهٔ مسکونی در سوئد است که در بخش روبرتفوش واقع شده‌است. روبرتفوش ۲٫۱۵ کیلومتر مربع مساحت و ۲٬۰۰۴ نفر جمعیت دارد.